# Patrons mimètics de les Waffen-SS

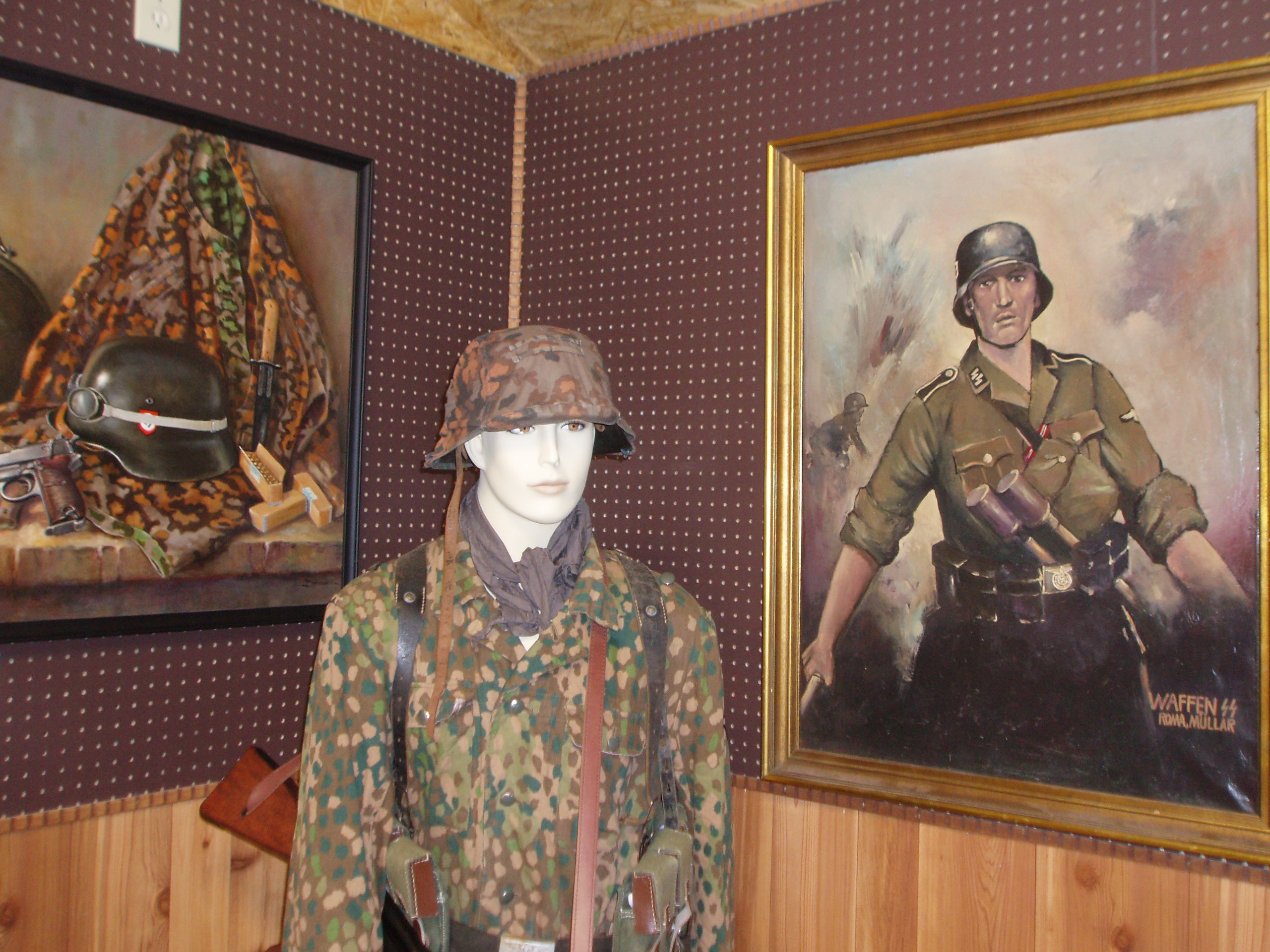
Maniquí de museu amb peces originals en patrons mimètics de les Waffen-SS: guerrera en pèsols (Erbsentarnmuster) i funda mimètica en una versió de fulles de roure (Eichenlaubsmuster), variant tardor; al quadre de l'esquerra, brusa mimètica en una altra versió de fulles de roure mostrant les variants tardor i primavera

Els patrons mimètics de les Waffen-SS són els creats per aquesta mateixa organització nazi per al seu ús privatiu i usats, efectivament, de forma massiva. Es tracta de patrons clapejats multicolors i molt diversos, però que presenten un marcat aire de família entre si. Per comunitat d'origen i per similitud estilística es poden classificar com a grup Waffen-SS de la família clapejada.
No foren, emperò, els únics patrons mimètics emprats per les Waffen-SS.
L'estudi d'aquests patrons és matèria complexa, i molt prolixa; el present article es limita a oferir-hi una introducció general.

## Origen i confecció
Els patrons de les Waffen-SS foren el fruit d'un llarg període d'estudis tècnics i científics sobre l'aplicació del camuflatge a peces d'uniforme i d'equipament.
Les SS-Verfügungstruppe (SS-VT, ampliades en Waffen-SS el 1940) engegaren aquests estudis el 1935, sota la direcció del professor Johann Georg Otto Schick, especialista en els efectes de la llum sobre els colors en la natura, i al qual s'atribueix el disseny de tots aquests patrons (i també del Leibermuster). Durant anys es treballà, bàsicament, en la selecció de teixits, tintes i tècniques d'estampatge, així com en el disseny de les peces a produir, més que no en el disseny de patrons concrets. Durant el 1937 aparegueren els primers prototips de peces mimètiques i s'engegaren les proves de camp. El 1938 en començà la producció industrial, que ja no cessaria fins al final de la guerra.
Al principi la producció fou lenta i laboriosa, perquè les peces de roba havien d'estampar-se a mà amb diverses planxes successives, en pla. A partir de 1940 l'estampació es feu a corrons, amb la simplificació, rapidesa i massivitat subsegüents.
Molt sovint la producció de les peces mimètiques, com de tants efectes militars nazis, anà a càrrec de mà d'obra esclava, en camps de concentració i altres centres de reclusió.

## Inventari
Com vèiem més amunt, tots els patrons del grup Waffen-SS eren clapejats, multicolors, i estilísticament molt diferents dels estellats propis de la Wehrmacht. Alhora, eren patrons d'ús privatiu de les Waffen-SS, no compartits amb la Wehrmacht.
El primer patró produït fou l'anomenat de bloc (Blocktarnmuster), origen de tota la saga; però fou retirat de la circulació després de la campanya de Polònia (1939). Fora d'aquest, es llisten tot seguit els patrons principals, amb indicació de les dates aproximades de producció: 
- Platanenmuster ('plató plataner', o 'fulles de plàtan')[3] (1938-1942)
- Rauchtarnmuster ('patró mimètic difuminat')[4] (1939-1944), difuminació de l'anterior
- Palmenmuster ('patró palmera', o 'fulles de palma')[5] (1940-1942)
- Eichenlaubmuster ('patró fulles de roure')[6] (1942-1944)
- Erbsentarnmuster ('patró mimètic pèsols')[7] (1944-1945)

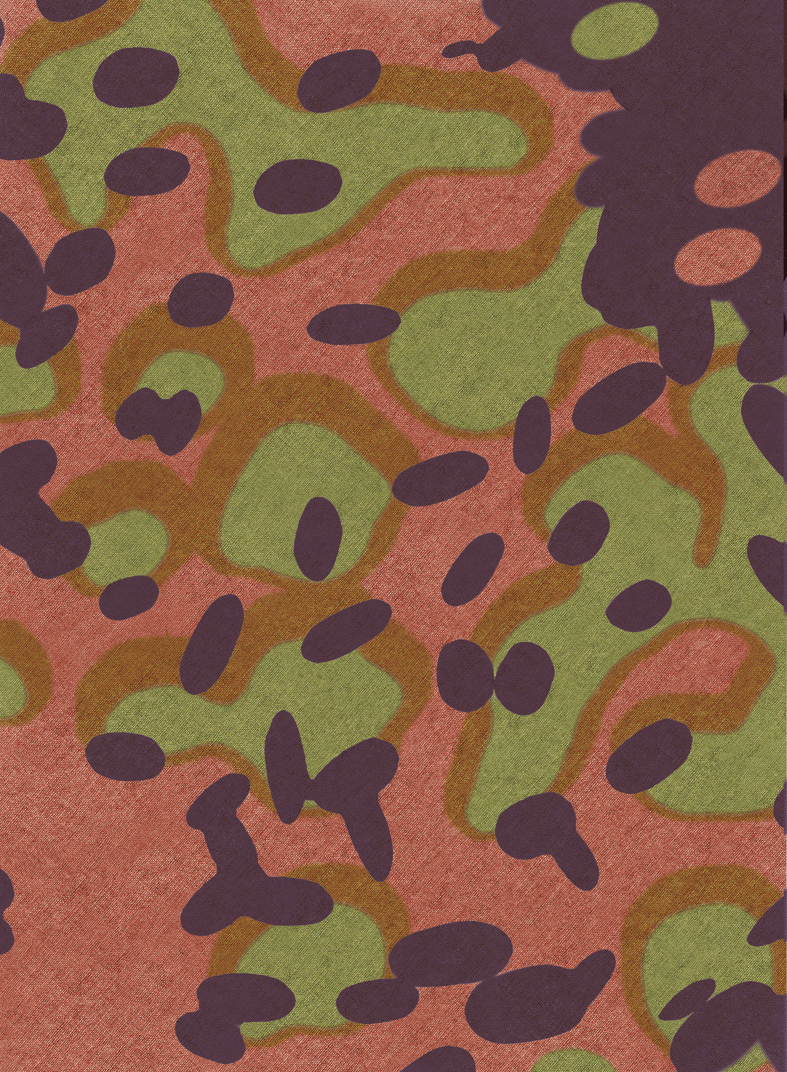
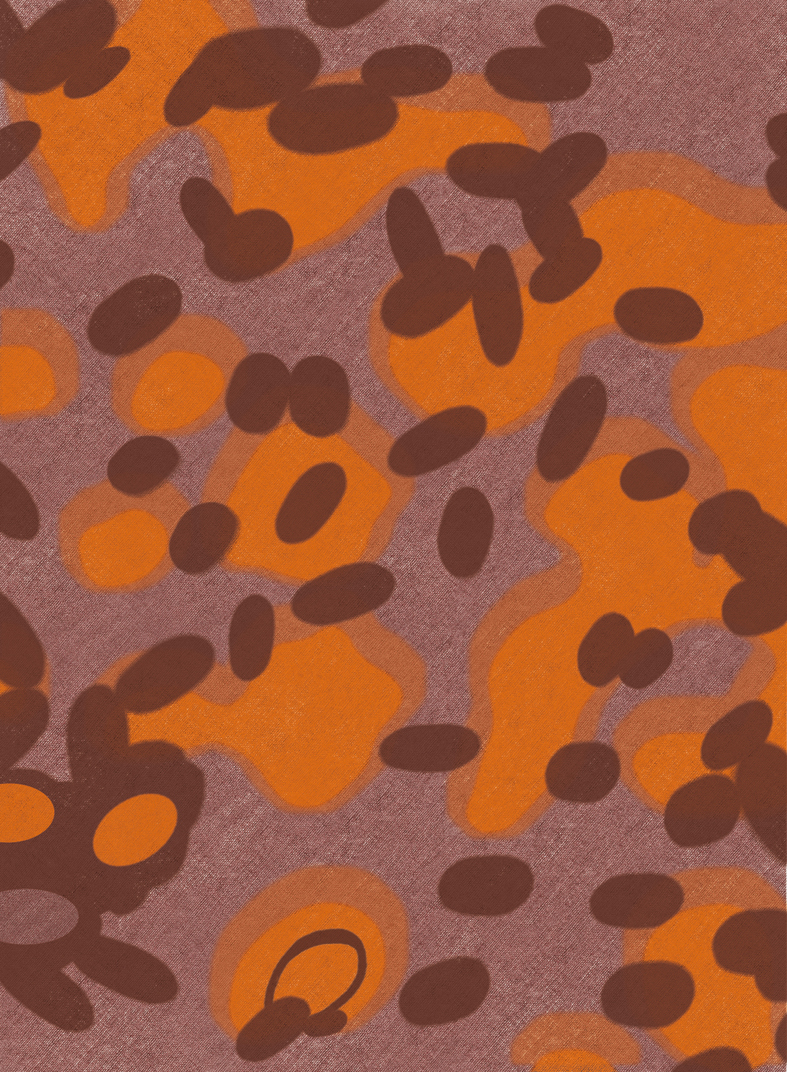
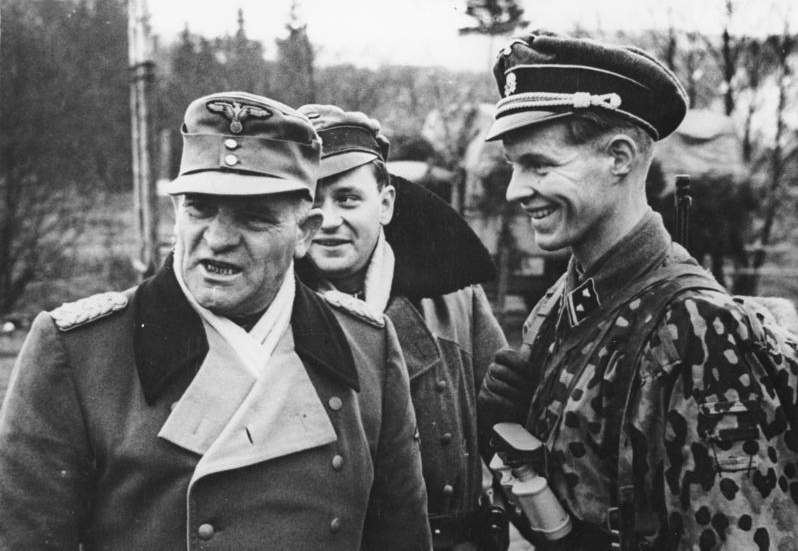
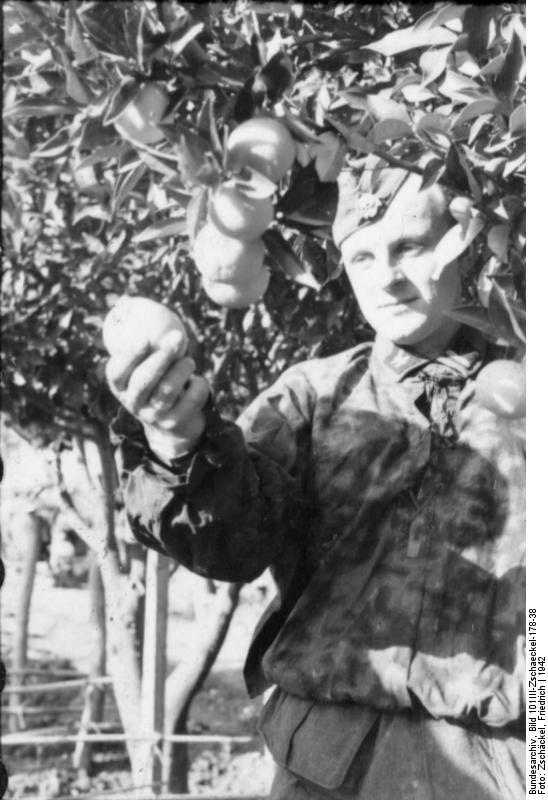
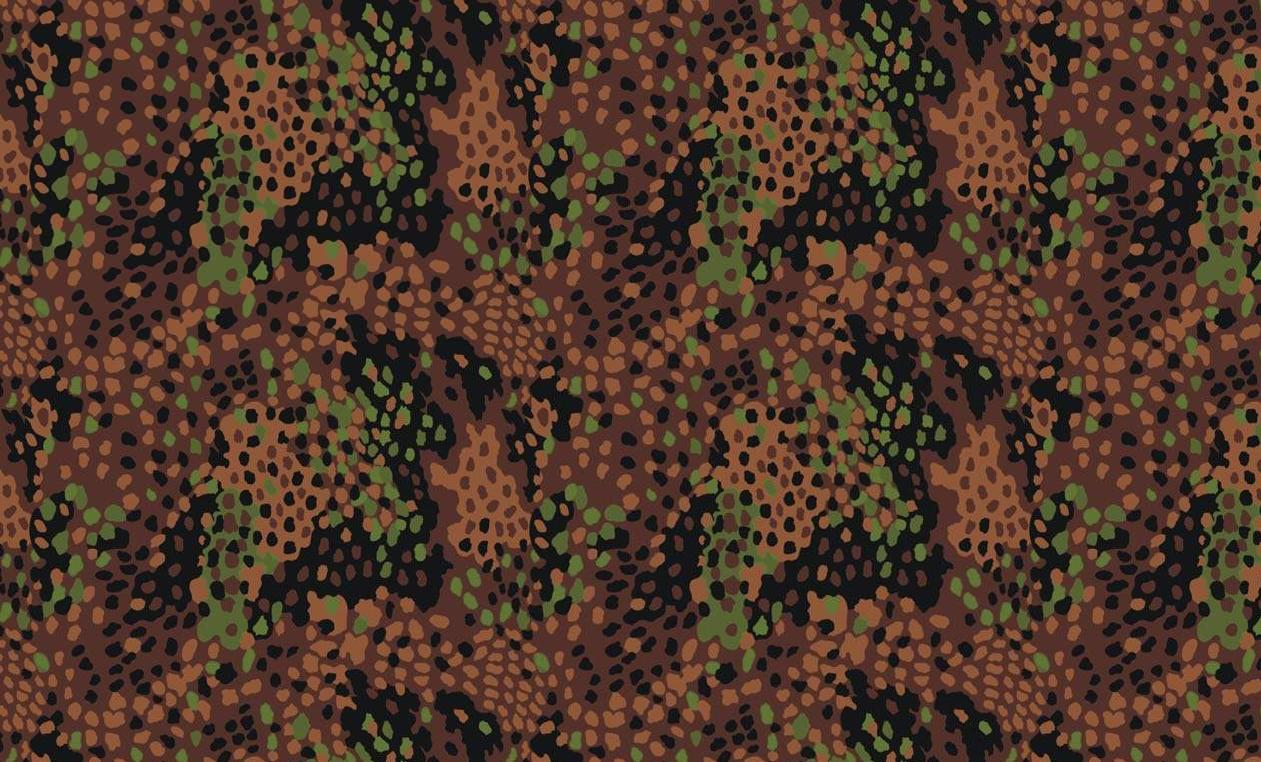

Variants primavera i tardor de plataner (Platanenmuster) «taronja», i una altra versió en una brusa mimètica; brusa mimètica en difuminat (Rauchtarnmuster); patró pèsols (Erbsentarnmuster)

Tots aquests patrons --amb l'única excepció del palmera (Palmenmuster)-- presenten diverses versions, tant de coloració com de disseny i distribució de les clapes. Per exemple, de plataner (Platanenmuster) se n'han comptat set versions «principals»; de difuminat (Rauchtarnmuster), cinc com a mínim; de fulles de roure (Eichenlaubmuster), almenys dues.
Al seu torn, cadascuna d'aquestes versions, essent dissenyada per a peces reversibles, presenta dues variants: primavera (Frühling), de dominància verda; i tardor (Herbst), de dominància de tons càlids.
L'excepció és el patró pèsols (Erbsentarnmuster): dissenyat per a peces no reversibles, consistia en una sola variant universal, per a tota estació. En la pràctica, aquest patró presenta multitud de matisos de coloració, de partida en partida i d'exemplar en exemplar; però es tracta de matisos involuntaris, deguts a la mena de tela usada (cotó, sarja espigada, etc.), al color original de la tela que s'estampava (blanca, crua, grisa, arena...), al nivell de desgast del corró i de la tinta (la qual cosa també pot afectar la grandària dels pics), etc. Així, el fons generalment és caqui, però també pot ser rosat.
Tot això a banda, al si de cadascun dels patrons Waffen-SS hi ha múltiples variants menors, causades per errors d'estampació.

## Ús
Les Waffen-SS foren les primeres tropes de la història, i les úniques durant la Segona Guerra Mundial, a usar uniformes mimètics en campanya de manera habitual i en gran nombre, és a dir, sense limitar-ne la distribució a unes poques unitats –generalment d'elit--, ni a situacions excepcionals, que és el que feien la Wehrmacht i altres exèrcits. D'aquesta manera, els patrons de les Waffen-SS foren els confeccionats en majors quantitats, en aquella època. De fet, aquest ús habitual i distintiu del camuflatge esdevingué un dels signes d'identitat de les Waffen-SS. Endemés, i com ja hem vist, es tractava de patrons d'ús privatiu de les Waffen-SS, i estilísticament molt diferents dels estellats de la Wehrmacht.
Cal puntualitzar que les dates de producció dels patrons –citades més amunt-- no són pas dates d'ús: quan cessava la producció industrial d'un patró, les peces ja confeccionades es deixaven a extingir, és a dir, continuaven duent-se mentre eren aprofitables. D'altra banda, tots els patrons s'usaren concorrentment, i, sovint, barrejats sobre un mateix home.
Els patrons s'aplicaven, essencialment, a tres grans tipus de peça reversible: 
- funda de casc (Tarnbezug);
- brusa mimètica (Tarnjacke, literalment 'jaqueta mimètica'), usada com a sobreuniforme;[13]
- i tenda-ponxo (Zeltbahn).[14]

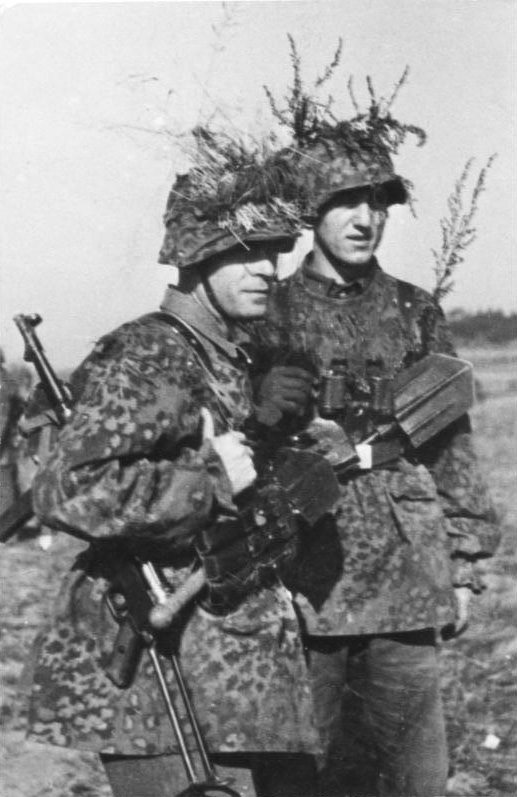
Soldats de les Waffen-SS camuflats de fulles de roure (Eichenlaubmuster) en funda i brusa mimètiques, aquesta duta per damunt de la guerrera (front oriental, v. 1944/45)

Amb el pas del temps s'hi afegiren altres peces de producció estandarditzada, entre les quals:
- gorra mimètica de campanya (getarnte Feldmütze), reversible; d'estil Feldkappe, fou de breu durada (1942-1943), atès que la substituiria la Einheitsfeldmütze m. 1943 (en feldgrau per al gruix de les tropes i en negre per als tanquistes, com en la Wehrmacht).
- màscara mimètica facial (Tarn-Gesichtsmaske); havia estat una de les primeres peces dissenyades en la preguerra, però no es confeccionà en sèrie fins al 1942.
- sobreuniforme mimètic d'hivern (Winter-Tarnwendeanzug, 1943-1945), en versió reversible boscós/nival, en què la peça superior era una autèntica parca.[15]
- peces especialitzades, com la granota mimètica de tanquista (Tanrkombination für Panzerbesatzungen, 1943-1944).

Pel març de 1944, i coincidint amb la introducció del patró pèsols (Erbsentarnmuster), cessà la producció de tots els patrons anteriors i deixaren de confeccionar-se les bruses mimètiques. En un canvi de filosofia uniformològica, vingué a substituir-les un autèntic uniforme mimètic de campanya (getarnte Drillchanzug 1944), de dues peces (guerrera i pantalons) i no reversible, que podia usar-se com a sobreuniforme o bé directament sobre la roba interior. Alhora també es produí una versió mimètica de l'uniforme de tanquista (getarnte Drillchanzug für Panzerbesatzungen) de dues peces (caçadora creuada i pantalons), en substitució de la granota.

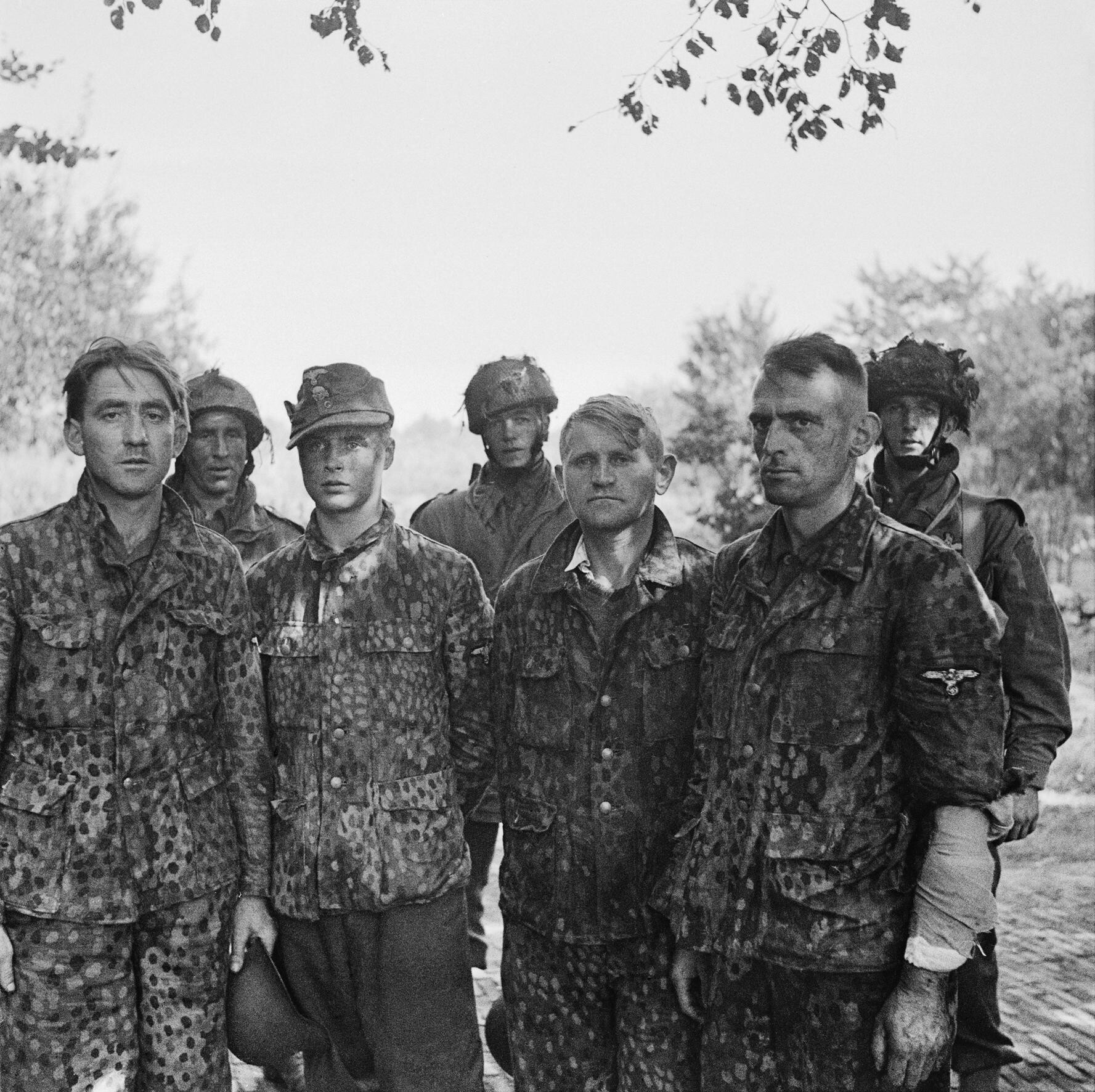
Soldats de les Waffen-SS en uniforme mimètic pèsols, presoners de paracaigudistes britànics (1944)

Com en el cas de la Wehrmacht, a banda d'aquestes peces reglamentàries, produïdes en sèrie industrialment, també n'hi hagué d'extrareglamentàries, confeccionades artesanalment pels mateixos soldats, o per sastres regimentals, tot reaprofitant talls de roba sobrers, roba de Zeltbahn, etc.: gorres m. 1943 (reversibles o no), guerreres i caçadores de model divers, fundes mimètiques improvisades, etc.

## Prestigi i influència
Els patrons de les Waffen-SS es compten entre els tècnicament més sofisticats de les primeres dècades de la uniformologia mimètica, mercès a la seriositat dels estudis en què es basaven, només comparable a l'esmerçada en els patrons soviètics coetanis. Eren patrons d'una versatilitat sorprenent: una mateixa peça podia canviar radicalment d'aspecte segons la il·luminació rebuda. Les ensenyances extretes de l'anàlisi dels patrons Waffen-SS han influït en el rumb posterior de la uniformologia mimètica internacional, des del punt de vista tècnic, si bé no tant de l'estilístic.

## Derivacions i imitacions
Emperò, sí que hi ha patrons manifestament derivats de la línia estilística dels patrons Waffen-SS, no debades produïts en països de llengua alemanya: el Fleckerlteppich austríac (1957-1978) i el Flecktarn de la RFA (1976, d'ús general a partir de 1990).
Una darrera revifalla de l'estil Waffen-SS ha vingut d'on menys podia esperar-se: d'ençà 2004, diverses forces especials 
russes, sobretot del Ministeri de l'Interior, empren sobreuniformes de model partizan, el patró del qual es coneix col·loquialment com a SS-leto ('SS-estiu'), i no debades, perquè és una recreació del fulles de roure (Eichenlaubmuster) nazi. Presenta versions primavera i estiu, reversibles a sengles variants de baixa visibilitat.
Derivacions creatives a banda, també hi ha hagut imitacions bastant tosques dels patrons Waffen-SS: els dos patrons malnomats "roca" i "fulles de roure" (amb múltiples variants successives) usats per les forces d'elit egípcies entre 1956 i els anys vuitanta.

## Popularitat
Interès erudit a banda, la fascinació per la parafernàlia nazi té un dels elements emblemàtics en les peces de roba estampades en patrons Waffen-SS. Les peces autèntiques es compten entre els objectius més valorats pels col·leccionistes de militària, i sovint atenyen preus força elevats. També són de les més falsificades. Paral·lelament, moltes empreses confeccionen reproduccions honestes per a un mercat creixent de col·leccionistes, afeccionats a la reconstrucció històrica, etc.
El factor estètic també influeix en l'atractiu popular d'aquests patrons, atès que la majoria són força espectaculars, tant per disseny com per coloració. Exemples destacats són el patró pèsols, i també la combinació de clapes verdes sobre fons lila, pròpia de certes variants de plataner i de totes les de fulles de roure.